# Alexander von der Groeben
Alexander von der Groeben (ur. 5 października 1955 w Ratingen) – niemiecki judoka. Dwukrotny olimpijczyk. Zajął dziewiąte miejsce w Los Angeles 1984 i dziewiętnaste w Seulu 1988. Walczył w wadze ciężkiej.
Brązowy medalista mistrzostw świata w 1989; uczestnik zawodów w 1979, 1981, 1985, 1987. Startował w Pucharze Świata w 1991. Zdobył dziesięć medali na mistrzostwach Europy w latach 1978–1990, w tym dwa w drużynie. Trzeci na akademickich MŚ w 1992 roku.

## Letnie Igrzyska Olimpijskie 1984
| Konkurencja | Rundy eliminacyjne      | Rundy eliminacyjne     | Klas. końcowa |
| Konkurencja | 1/16                    | 1/4                    | Miejsce       |
| ----------- | ----------------------- | ---------------------- | ------------- |
| +95 kg      | Frederico Flexa (BRA) Z | Douglas Nelson (USA) p | 9.            |

## Letnie Igrzyska Olimpijskie 1988
| Konkurencja | Rundy eliminacyjne    | Klas. końcowa |
| Konkurencja | 1/32                  | Miejsce       |
| ----------- | --------------------- | ------------- |
| +95 kg      | Cho Yong-chul (KOR) p | 19.           |